# 14517 Монітома
14517 Монітома (14517 Monitoma) — астероїд головного поясу, відкритий 13 червня 1996 року.
Тіссеранів параметр щодо Юпітера — 3,277.